# Вацлава Гавела (станція швидкісного трамвая)
50°26′9″ пн. ш. 30°24′38″ сх. д. / 50.43583° пн. ш. 30.41056° сх. д.
«Ва́цлава Га́вела» (до 2018 — Івана Лепсе) — станція лінії Київського швидкісного трамвая, розташована між станціями «Івана Дзюби» і «Академіка Шалімова». Відкрита в 1977 році. Названа за однойменним бульваром. Частина станції розташована під мостом, яким проходять трамваї № 14 та 15.

## Історія
12 жовтня 2008 року ділянку «Політехнічна» — «Івана Лепсе» було закрито на реконструкцію. Перед початком платформ з боку станції «Сім'ї Сосніних» було відновлено закритий у 1978 році поворот для заїзду трамвая на бульвар Івана Лепсе. Тимчасова зупинка в напрямку Старовокзальної вулиці знаходилася перед поворотом, вихід у місто здійснювався через вихід закритої платформи. Зупинка в напрямку Борщагівки знаходилася на виїзді з бульвару Івана Лепсе.
Закрита разом із ділянкою «Івана Лепсе» — «Гната Юри» на реконструкцію 13 червня 2009 року. Станція планувалася до відкриття 16 жовтня 2010 року, але не була відкрита через неготовність станції приймати пасажирів. Відкриття станції для пасажирів відбулося 25 жовтня 2010 року.
Станцію було закрито на реконструкцію з 6 березня 2011 року до 13 квітня 2011 року.
У 2016 році бульвар, на честь якого названа станція, був перейменований на честь Вацлава Гавела. У квітні 2018 «Київпастранс» розпочав процес перейменування станції «Івана Лепсе» на «Вацлава Гавела», і до літа перейменування було завершено.
Протягом 2018 року міська влада планує здійснити ремонт станції.

## Зображення

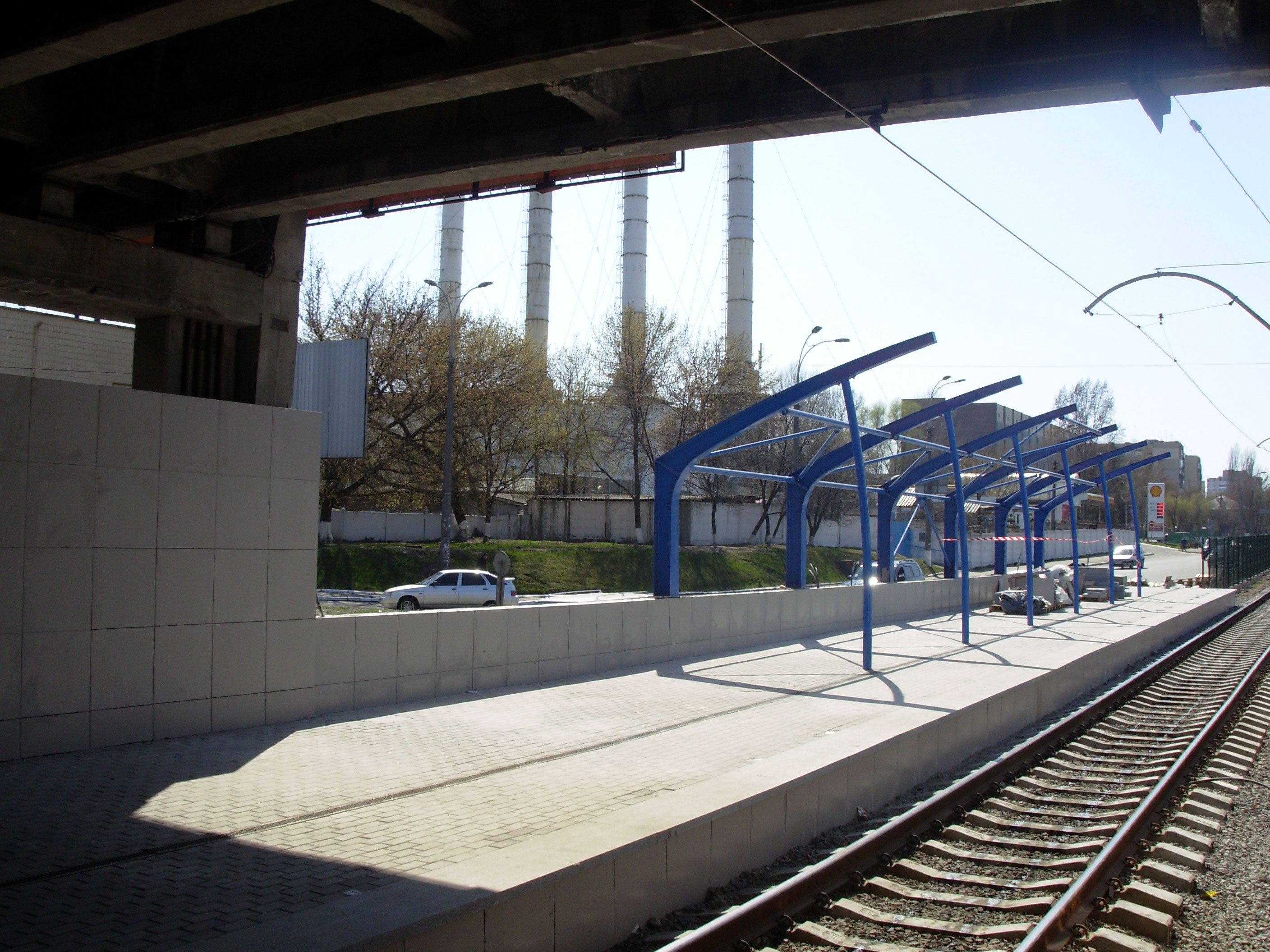
Посадкова платформа
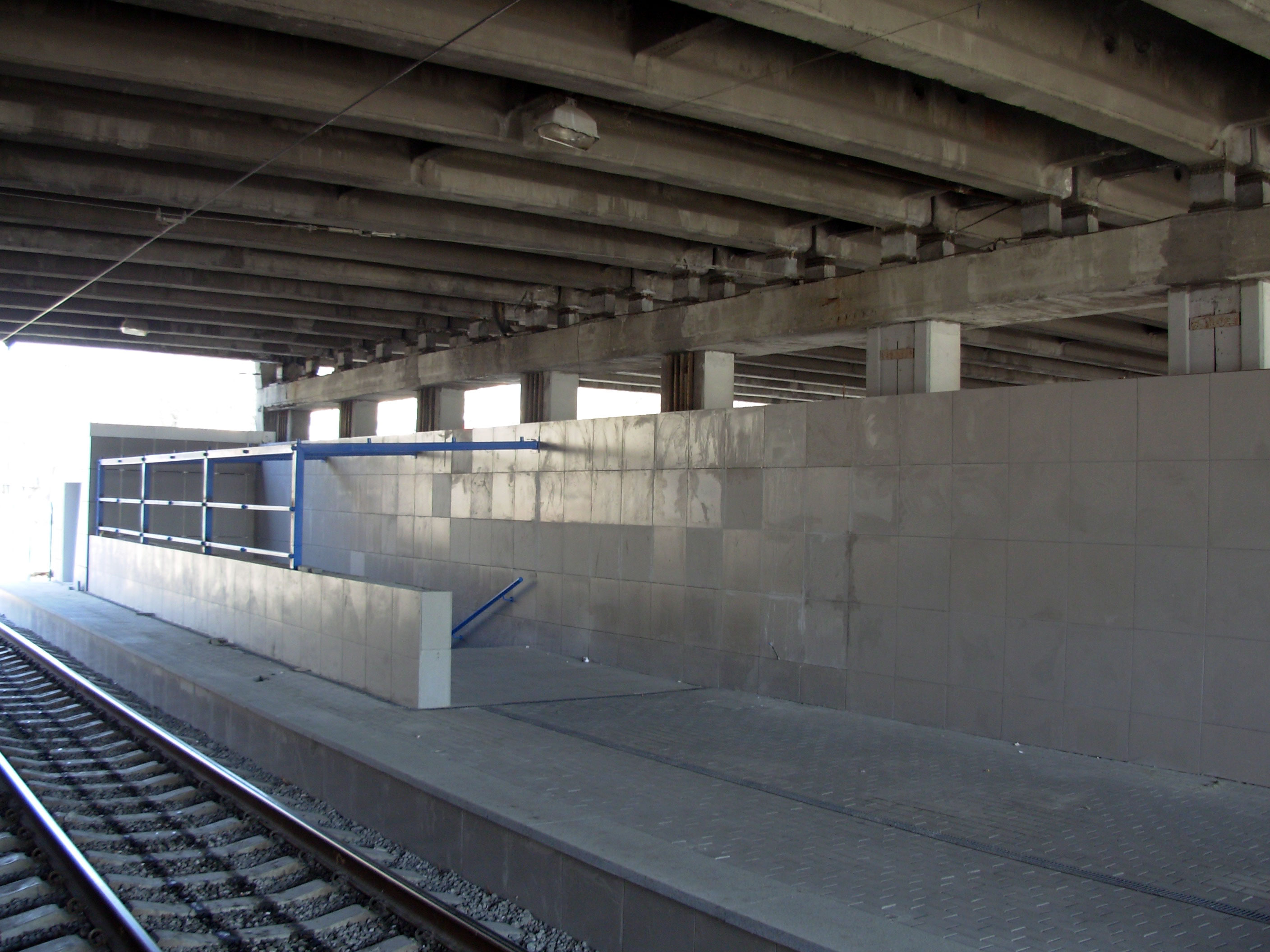
Вихід з платформи в місто
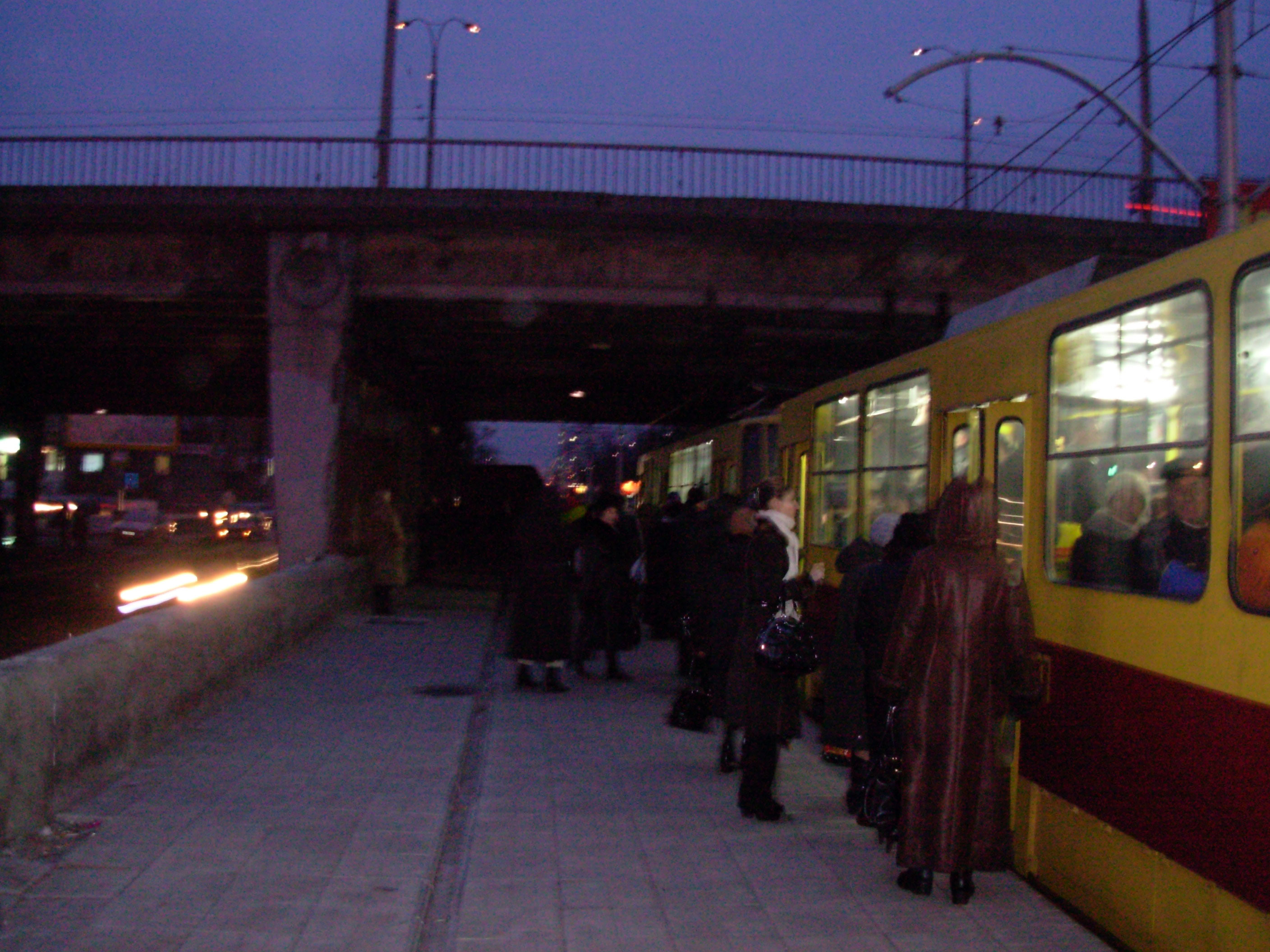
Посадкова платформа під час реконструкції, вигляд з-під мосту, 2010
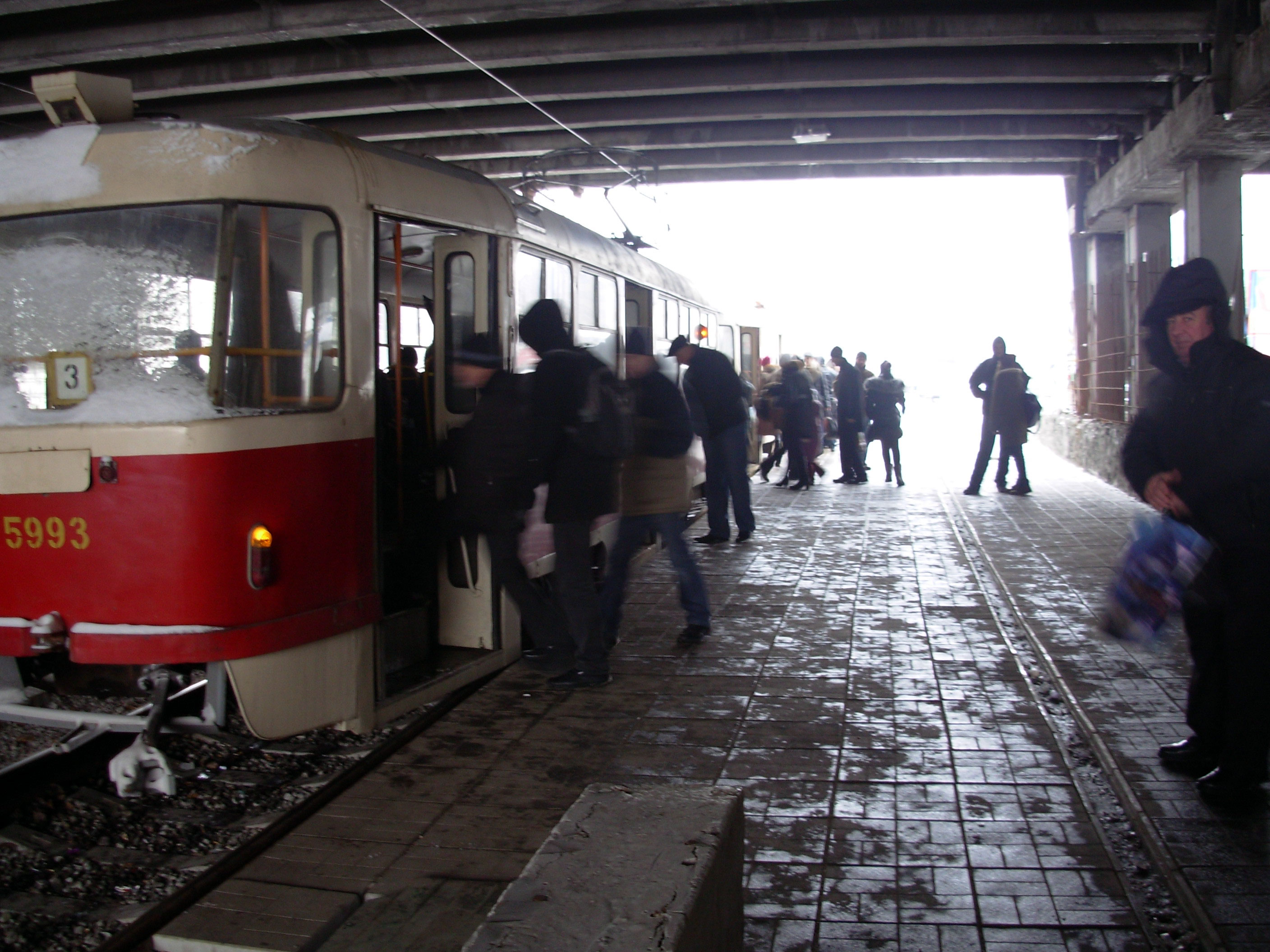
Посадкова платформа під час реконструкції, вигляд з-під мосту, 2010
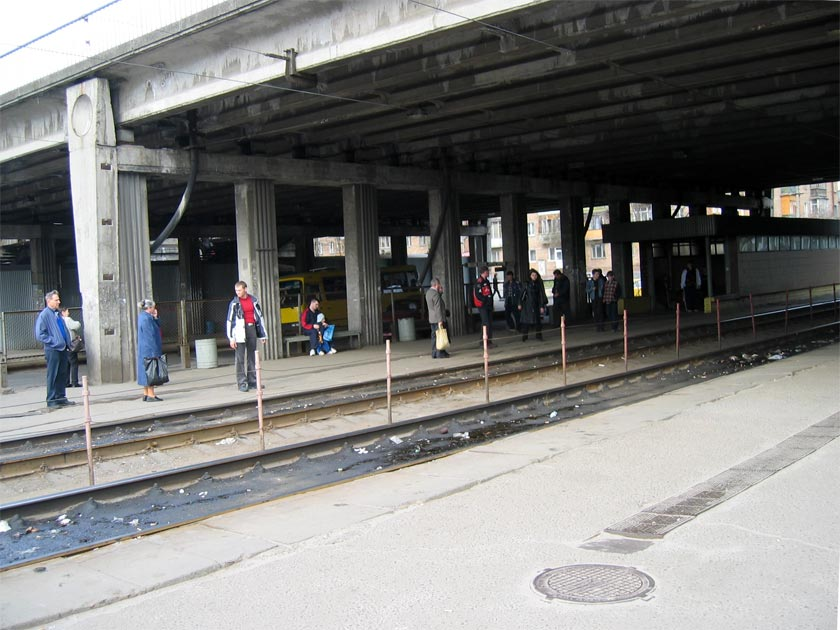
Посадкові платформи, 2005
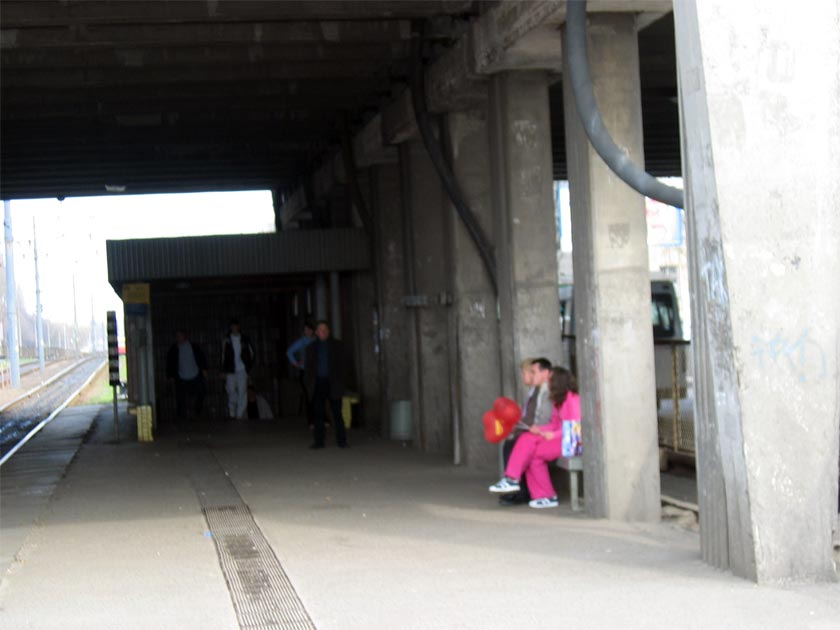
Посадкова платформа, 2005